# Castillo de Jadraque

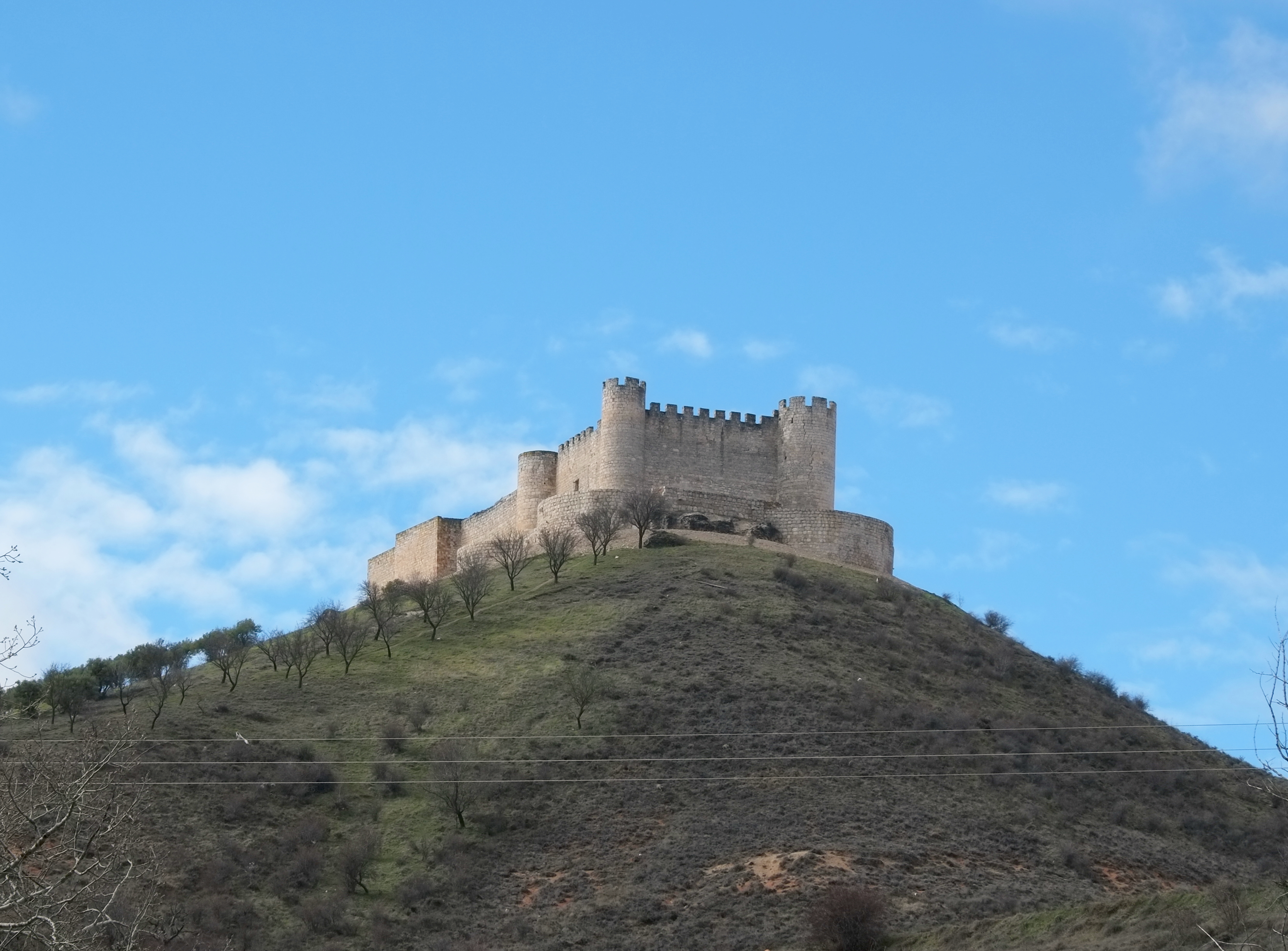
Burg von Jadraque

Das Castillo de Jadraque ist eine Burg in Jadraque, einer Gemeinde in der spanischen Provinz Guadalajara der Autonomen Region Kastilien-La Mancha, die im 15. Jahrhundert errichtet wurde. Die Burg auf einer Hügelkuppe ist ein geschütztes Baudenkmal.

## Geschichte und Beschreibung
Die Burg wird bereits 801 in arabischen Chroniken von Al-Andalus erwähnt. Sie bewachte die Ebenen des Henares und die Verbindung nach Guadalajara.
Die Burg, deren Grundriss die ganze Hügelkuppe ausfüllt, bildet ein gestrecktes Parallelogramm mit einem Seitenverhältnis von eins zu vier. An den Ecken und Längsseiten stehen quadratische bzw. runde Türme. Die Böschung um die Burg erhöht ihren Schutz. Die zinnenbekrönte Anlage besitzt weder einen Hauptturm noch Schießscharten.